# Pallenopsis sibogae
Pallenopsis sibogae is een zeespin uit de familie Pallenopsidae. De soort behoort tot het geslacht Pallenopsis. Pallenopsis sibogae werd in 1911 voor het eerst wetenschappelijk beschreven door Loman. 